# Conde de Soure
Título criado por D. João IV de Portugal por carta de 15 de outubro de 1652 em favor de D. João da Costa.
Titulares
1. D. João da Costa, (1610-1664)
2. D. Gil Eanes da Costa, (1652-1680-?)[1]
3. D. Rodrigo da Costa (1657-1722),
4. D. João José da Costa e Sousa, (1660-?)
5. D. Henrique Francisco da Costa e Sousa Carvalho, (1699-?]]
6. D. João da Costa Carvalho e Sousa, (1717-1796)
7. D. José António Francisco da Costa, (1726-1806)
8. D. Henrique José da Costa Carvalho Patalim Sousa e Lafetá, (1798-1838)[2]

A representação do título manteve-se na linha legítima de sucessão, mas os descendentes de D. Gil Eanes da Costa passaram o título para os Condes de Redondo, em virtude do título ter recaído em D. Maria Luísa da Costa, irmã do 7° Conde, D. Henrique José, e esta ter casado com o 7° Conde de Redondo.
Após a implementação da República e o fim do sistema nobiliárquico, ficaram pretendentes ao título:
8. D. António Luís Carvalho de Sousa Coutinho (1925-2007); 4º Marquês de Borba, 18º Conde de Redondo, 15º Conde de Vimioso, 7º Marquês de Valença;
9. D. Fernando Patrício de Portugal de Sousa Coutinho (1956), 8º Marquês de Valença, 6º Marquês de Borba, 19º Conde de Redondo, 16º Conde de Vimioso, 3º Marquês de Aguiar, Conde de Basto, 2º Conde do Barreiro, 3º Conde de Aguiar, 4º Marquês de Castelo Rodrigo